# Miguel Ángel López Moreno
Miguel Ángel López Moreno (Pesca, departament de Boyacá, 4 de febrer de 1994) és un ciclista colombià, professional des del 2015. Actualment corre a l'equip Medellín-EPM.
En el seu palmarès destaca la victòria a la general del Tour de l'Avenir del 2014, una etapa a la Volta a Burgos del 2015 i una altra al 2017, i sobretot la Volta a Suïssa de 2016. Al 2017 aconseguí dues victòries d'etapa a la Volta a Espanya. El 2019 va guanyar la Volta a Catalunya. El 2020 guanyà una etapa al Tour de França.
A finals del 2022 li fou rescindit el contracte per l'equip Astana Qazaqstan, on havia arribat a començaments d'aquella mateixa temporada, per la seva vinculació amb el Dr. Marcos Maynar, implicat en diverses trames de dopatge. El 25 de juliol de 2023 és suspès cautelarment per l'UCI per les trames de dopatge esmentades anteriorment.

## Palmarès
- 2014
  - 1r al Tour de l'Avenir, vencedor d'una etapa i 1r de la muntanya
  - 1r a la Volta a Colòmbia sub-23 i vencedor d'una etapa
  - 1r a la Clásica de Samacá i vencedor de 2 etapes
  - Vencedor d'una etapa de la Clásica Fusagasugá
- 2015
  - Vencedor d'una etapa a la Volta a Burgos
- 2016
  - 1r a la Volta a Suïssa
  - 1r a la Milà-Torí
  - Vencedor d'una etapa al Tour de San Luis
  - Vencedor d'una etapa al Tour de Langkawi
- 2017
  - Vencedor d'una etapa a la Volta a Àustria
  - Vencedor d'una etapa a la Volta a Burgos
  - Vencedor de 2 etapes a la Volta a Espanya.  1r de la Classificació dels joves
- 2018
  - Vencedor d'una etapa al Tour d'Oman
  - Vencedor d'una etapa al Tour dels Alps
  - Vencedor d'una etapa de la Volta a Burgos
- 2019
  - 1r al Tour Colombia
  - 1r a la Volta a Catalunya i vencedor d'una etapa
- 2020
  - Vencedor d'una etapa a la Volta a l'Algarve
  - Vencedor d'una etapa al Tour de França
- 2021
  - 1r a la Volta a Andalusia i vencedor d'una etapa
  - 1r al Mont Ventoux Dénivelé Challenge
- 2022
  - Vencedor d'una etapa del Tour dels Alps
- 2023
  -  Campió de Colòmbia en contrarrellotge
  - 1r a la Volta a San Juan i vencedor d'una etapa
  - 1r a la Vuelta al Tolima i vencedor de 2 etapes
  - 1r a la Vuelta a Catamarca Internacional i vencedor d'una etapa
  - 1r a la Volta a Colòmbia i vencedor de 9 etapes
  - Vencedor de 2 etapes a la Vuelta Bantrab
  - Vencedor d'una etapa al Tour de Gila
  - Vencedor d'una etapa a la Joe Martin Stage Race

### Resultats a la Volta a Espanya
- 2016. Abandona (6a etapa)
- 2017. 8è de la classificació general. Vencedor de 2 etapes.  1r de la Classificació dels joves
- 2018. 3r de la classificació general
- 2019. 5è de la classificació general.  1r del Premi de la combativitat
- 2022. 4t de la classificació general

### Resultats al Giro d'Itàlia
- 2018. 3r de la classificació general
- 2019. 7è de la classificació general.  1r de la Classificació dels joves
- 2020. Abandona (1a etapa)
- 2022. Abandona (4a etapa)

### Resultats al Tour de França
- 2020. 6è de la classificació general. Vencedor d'una etapa
- 2021. No surt (19a etapa)